# Billy « The Kid » Emerson
Pour les articles homonymes, voir Billy the Kid (homonymie) et Emerson.
Billy « The Kid » Emerson (de son vrai nom William Robert Emerson, né le 21 décembre 1925 à Tarpon Springs, en Floride, et décédé le 25 avril 2023 en Floride) est un chanteur américain de rhythm and blues.

## Biographie
William Robert Emerson, surnommé « Billy the Kid », fait la connaissance au début des années 1950 du chef d'orchestre Ike Turner qui l'engage comme chanteur de ses Kings of Rhythm. En 1954, grâce à Turner, il enregistre pour le label Sun Records, situé à Memphis. Il poursuit sa carrière à Chicago, en 1955 sur Vee-Jay Records, puis en 1958 sur Chess Records.
Certains titres d'Emerson sont repris par les chanteurs de rock 'n' roll et de rockabilly. Elvis Presley enregistre une version de son When It Rains It Pours. Le titre Red Hot est repris par Bob Luman et Billy Lee Riley.
Il obtient plus de succès en écrivant pour d'autres bluesmen qu'avec ses propres enregistrements. Au début des années 1960, Il fournit des titres à Willie Mabon, Buddy Guy, Junior Wells ou Wynonie Harris.
À la fin des années 1970, Emerson décide de se consacrer à sa religion et de composer de la musique gospel. En 2005, il est signalé comme ayant une église à Oak Park, dans l'Illinois, sous le nom de Rev. William R. Emerson.
En 2009, Bear Family Records publie une compilation de 33 titres des enregistrements Sun d'Emerson, Red Hot : The Sun Years, Plus. L'album comprend ses singles Vee Jay et Chess.
Emerson est intronisé au Rockabilly Hall of Fame. Emerson reçoit le Florida Folk Heritage Award 2017 au Tarpon Springs Heritage Museum pour ses contributions en tant qu'auteur-compositeur, interprète et producteur.
Emerson décède dans une maison de retraite de Tarpon Springs le 25 avril 2023, à l'âge de 97 ans.

## Discographie

### Compilations
- 2009 : Red Hot: The Sun Years, Plus (Bear Family Records)

### Autres apparitions
- 1967 : The Mar-V-Lus Sound of R&B and Soul (President Records)
- 1997 : Red Hot About the Blues (Titanic Records)
- 1974 : The Sun Story 1952-1968 (Sun Records)
- 1976 : Sun - The Roots of Rock, Volume 3: Delta Rhythm Kings (Charly Records)
- 1984 : Sun Records: The Blues Years 1950-1956 (Sun Records)
- 1988 : Black Music Originals, Vol. 3 (Sun Records)
- 1989 : Black Music Originals, Vol. 4 (Sun Records)
- 1991 : The Ultimate Sun Blues Collection (Disky Records)
- 1992 : Way After Midnight (Sun Records)
- 1994 : The Complete Sun Singles, Vol. 1: From The Vaults (Bear Family Records)
- 1995 : The Complete Sun Singles, Vol. 2: From The Vaults (Bear Family Records)
- 1998 : Chicago Soul Cellar (Rare Soul Uncovered from M-Pac! Records) (Charly Records)
- 2001 : The Kings of Rhythm featuring Ike Turner: The Sun Sessions (Varèse Sarabande)
- 2004 : Vee Jay Records - Chicago Hit Factory (Charly Records)
- 2010 : Ike Turner: That Kat Sure Could Play! The Singles 1951-1957 (Secret Records Limited)

### Singles
- 1954 : No Teasing Around / If Lovin' Is Believing (Sun 195)
- 1954 : The Woodchuck / I'm Not Going Home (Sun 203)
- 1955 : Move Baby Move / When It Rains It Pour (Sun 214)
- 1955 : Red Hot / No Greater Love (Sun 219)
- 1955 : Something for Nothing / Little Fine Healthy Thing